# Égből szállott szent kenyér
Az Égből szállott szent kenyér az Oltáriszentségről szóló egyházi ének. A Tárkányi–Zsasskovszky énekeskönyvben jelent meg először nyomtatásban.

## Kotta és dallam
| Égből szállott szent kenyér, Értünk ontott drága vér: Hittel áldunk és imádunk, Bár az elme föl nem ér. | Véghetetlen Istenség, Szerető nagy kegyesség! Az oltáron velünk áldjon Tégedet a föld s az ég.            | Ó mennyei seregek! Velünk egyesüljetek: Tiszta lelkek, az Istennek Irgalmáról zengjetek.                       |
| Nap, hold s fényes csillagok Imádságra gyúljatok: Hitünk fénye őt dicsérje, Kit ragyogva áldotok.       | Legyen egy szív, egy lélek Azokban, kik dicsérnek. Ó nagy Isten! e szentségben Nyerjék meg, mit remélnek. | Reménységünk csak te vagy, Jézus, kérünk, el ne hagyj: Légy vezérünk, s hogy célt érjünk, Országodba befogadj. |

## Felvételek
- SZVU 114 Égből szállott szent kenyér. YouTube (2011. május 29.)  (Hozzáférés: 2017. február 2.) (audió)
- Körmenet. YouTube (2010. június 18.)  (Hozzáférés: 2017. február 2.) (audió)
- Két triós népének-feldolgozás. Kovács Szilárd  YouTube. Pécsi Bazilika (2013. október 3.)  (Hozzáférés: 2017. február 2.) (audió) 1:47-től. orgonafeldolgozás